# Epydoc
Epydoc — свободный генератор документации для проектов на Python.  Имеет свой простой язык разметки Epytext, который, в отличие от простых строк (plain text), позволяет ссылаться на другие элементы проекта (модули, классы, функции и т. д.).  Синтаксис Epytext минималистичен, и позволяет читать строки в исходниках (то есть с разметкой в «сыром» виде) без особых проблем.  Кроме стандартного синтаксиса, Epydoc позволяет использовать более богатый возможностями reStructuredText или язык разметки Javadoc.
Программа умеет генерировать набор HTML-страниц, а также единый PDF-файл, в основном для вывода его на печать.  Поддерживает генерацию графов наследования с помощью Graphviz, но пока в достаточно примитивном виде.